# Калкі Кеклен
Калкі Кеклен (фр. Kalki Koechlin; 10 січня 1984) — індійська акторка і сценарист, яка знімається переважно в Боллівуді. Кеклен є лауреатом Національної кінопремії Індії, Filmfare Awards і двічі лауреатом Screen Awards.

## Життєпис
Вона з дитинства брала участь у театральних постановках, а вже в юності вивчала акторське мистецтво в лондонському університеті Голдсмітс та одночасно грала в місцевій театральній трупі. Повернувшись до Індії, вона дебютувала не екрані в стрічці Dev.D 2009 року, за який отримала премію Filmfare Award за найкращу жіночу роль другого плану. Після цього вона знімалась в фільмах Zindagi Na Milegi Dobara (2011) та Yeh Jawaani Hai Deewani (2013), які стали одними з найбільш касових в Боллівуді і за роль у яких вона також була номінована на премію Filmfare Award. Кеклен також брала участь у написанні сценарію кримінального трилера That Girl in Yellow Boots (2011), у якому зіграла головну роль.
Хоча Кеклен знімалась переважно в незалежних фільмах, зокрема в драмі «Margarita with a Straw» (2014), який приніс їй Спеціальний приз журі Національної кінопремії Індії, та комедійній драмі «Waiting» (2015), вона також з'являлася в комерційно успішних фільмах, у тому числі в політичній драмі «Шанхай» (2012) і трилері «Ek Thi Daayan» (2013). Для висловлення власної позиції з ряду питань вона також знімається у соціальних роликах, які опубліковані на YouTube.
Окрім зйомок в кіно та ролей в театрі, Кеклен також є автором сценаріїв та режисером декількох театральних постановок в Індії. Вона була одним зі сценаристів драми «Skeleton Woman» (2009), яка принесла їй «The MetroPlus Playwright Award», і фільму «Colour Blind» (2014). Її режисерським дебютом стала трагікомедія «Living Room» (2015). Кеклен також була ведучою туристичного шоу під назвою «Велика втеча Калкі», прем'єра якого відбулась у вересні 2016 року на Fox Life. З 2011 по 2015 рік вона була одружена з індійським режисером Анурагом Каш'япом.